# L'Osservatore Romano
L'Osservatore Romano is het dagblad van het Vaticaan. Het kwam voor het eerst uit op 1 juli 1861, onder het pontificaat van paus Pius IX. Het blad komt dagelijks uit in het Italiaans en er zijn wekelijkse edities in het Frans, Engels, Spaans, Portugees, Duits en Malayalam. Onder het pontificaat van paus Johannes Paulus II kwam er een maandelijkse editie bij in het Pools.
De dagelijkse uitgave in het Italiaans wordt 's middags uitgebracht, maar draagt de datum van de volgende dag, wat soms tot misverstanden leidt.
Sinds 2012 is er een maandelijkse bijlage "Vrouwen, Kerk,Wereld". Deze werd gecoördineerd door Lucetta Scaraffia, die in maart 2019 plotseling ontslag nam. Naar eigen zeggen met de voltallige redactie, maar drie redactieleden blijken te zijn gebleven bij de doorstart die de bijlage maakt vanaf mei 2019. De nieuwe coördinator is Rita Pinci (1956, sociologe), voormalig hoofdredacteur van Il Messagero. Zij zei volledige vrijheid te hebben gekregen als redactrice. Onder haar voorgangster publiceerde de bijlage opvallende artikelen, onder meer over de uitbuiting van vrouwelijke religieuzen in Rome door hooggeplaatste geestelijken.
Op 27 juni 2015 werd L'Osservatore Romano geplaatst onder de jurisdictie van het Secretariaat voor Communicatie.

## Lijst van hoofdredacteuren
| Periode    | Naam                                           |
| ---------- | ---------------------------------------------- |
| 1861-1866  | Nicola Zanchini e Giuseppe Bastia              |
| 1866-1884  | Augusto Baviera                                |
| 1884-1890  | Cesare Crispolti                               |
| 1890-1900  | Giovan Battista Casoni                         |
| 1900-1919  | Giuseppe Angelini                              |
| 1920-1960  | Giuseppe Dalla Torre del Tiempo di Sanguinetto |
| 1960-1978  | Raimondo Manzini                               |
| 1978-1984  | Valerio Volpini                                |
| 1984-2007  | Mario Agnes                                    |
| 2007-2018  | Giovanni Maria Vian                            |
| 2018-heden | Andrea Monda                                   |